# Gislaveds VBK
Gislaveds VBK est un club suédois de volley-ball fondé en 1968 et basé à Gislaved, évoluant pour la saison 2019-2020 en Elitserien.

## Effectifs

### Saison 2020-2021
| No                         | Nom                        | Date de naissance          | Taille                         | Poids                          | Poste                          |
| -------------------------- | -------------------------- | -------------------------- | ------------------------------ | ------------------------------ | ------------------------------ |
| 3                          | Frida Carlsson             | 31 mai 2000                | 176                            |                                | Réceptionneuse-attaquante      |
| 4                          | Gina Trapp                 | 9 août 1998                | 177                            |                                | Passeuse                       |
| 7                          | Tara Daerden               | 28 décembre 1989           | 181                            |                                | Réceptionneuse-attaquante      |
| 8                          | Linnéa Bengtsson           | 11 octobre 1999            | 169                            |                                | Réceptionneuse-attaquante      |
| 9                          | Nike Fjätström             | 3 novembre 2001            | 175                            | 59                             | Attaquante                     |
| 11                         | Wilma Lundberg             | 22 août 2003               | 174                            |                                | Réceptionneuse-attaquante      |
| 12                         | Alexandra Petkova          | 10 avril 2001              | 173                            |                                | Centrale                       |
| 14                         | Ida Andersson              | 11 octobre 1998            | 169                            |                                | Libero                         |
| 15                         | Kirsten Overton            | 27 octobre 1994            | 183                            |                                | Centrale                       |
| 18                         | Amanda Toll                | 25 juin 2000               | 170                            |                                | Réceptionneuse-attaquante      |
|                            |                            |                            |                                |                                |                                |
| Encadrement technique      | Encadrement technique      |                            | Légende                        | Légende                        | Légende                        |
| Entraîneur : Dick Runesson | Entraîneur : Dick Runesson | Entraîneur : Dick Runesson | : Capitaine                    | : Capitaine                    | : Capitaine                    |
| Entraîneur(s) adjoint(s) : | Entraîneur(s) adjoint(s) : | Entraîneur(s) adjoint(s) : | : Joueuse blessée actuellement | : Joueuse blessée actuellement | : Joueuse blessée actuellement |